# شب‌دوست
شب‌دوست یا گالاگو (Galago) نوعی جانور شب‌زی از خانواده شب‌دوستان (Galagidae) در راستهٔ نخستی‌سانان و بومی قاره آفریقا است.

## ویژگی‌ها
این جانور چشم‌های بزرگی دارد که دید وی در شب را آسان می‌کند، شنوایی بسیار خوب، پاهای قوی و دم بلندی دارد که از آن برای تعادل استفاده می‌کند. آن‌ها در بیشتر انگشتان‌شان ناخن دارند. به جز یک انگشت‌شان که برای نظافت بکار می‌رود. تغذیهٔ آن‌ها ترکیبی از حشرات و سایر حیوانات کوچک، میوه و صمغ درخت است. شکل دندان‌های آن‌ها شانه‌مانند است.
شب‌دوست‌ها پرش‌کنندگان ماهری هستند و می‌توانند تا دو متر به سمت بالا بپرند. گمان می‌رود این پرش بلند به خاطر انرژی کششی ذخیره شده در تاندون‌های ساق پای جانور است که باعث می‌شود بلندتر از جانوران هم‌جثهٔ خود بپرد.